# ムーロマ語
ムーロマ語（ムーロマご、ロシア語: Муромский язык）は、フィン・ウゴル語派（さらなる下位分類としてフィン・ヴォルガ諸語(ru)）に属した死語である。
現ロシア・ウラジーミル州に住んでいたフィン・ウゴル系民族のムーロマ族が用いていた言語を指す。ムーロマ語に関して知りうる情報はわずかであり、おそらく、エルジャ語、モクシャ語に近似するものであったと推測されている。話者であるムーロマ族は中世に消滅した（史料上に記録が確認できるのは10世紀中ごろまで）と考えられており、ムーロマ語もまた10世紀頃には消滅し、死語となった。